# علي بن روغه
علي عبد الله بن روغه الزعابي (1947 -) هو مغني إماراتي.

## حياته ونشأته
من مواليد الجزيرة الحمراء عام 1940 ويعرف ب (علي بن روغة) وفي بعض أغانيه المصورة يكتب «علي بو الروغة» والشائع يطلق عليه اختصاراً «بروغه» كان مغنيا من دولة الإمارات العربية المتحدة. يعد أشهر الفنانين في الإمارات وأكثرهم شعبية. وله الكثير من الأغاني الناجحة والتي لايزال يرددها الناس إلى اليوم.
بالروغة من مواليد الجزيرة الحمراء (جزيرة الزعاب) في إمارة رأس الخيمة، وتعلم العزف على العود حين كان صغيراً مع أصدقائه على البحر بحكم أن جزيرة الزعاب كانت تطل على البحر، وبدأت الجلسات على السيف (الشاطئ) حتى وقت متأخر من الليل. وبالممارسة على العود، أصبح بالروغة أفضل فنان في الإمارات يعزف على العود ولا يجاريه أحد إلى الآن في الإمارات.
ترك بالروغة الجزيرة الحمراء وتوجه إلى دبي حيث سكن في منطقة الراشدية في سنة 1970 تقريباً وظل هناك مدة طويلة وعاصر بها شعراءاً كثيرين تغنى بكلماتهم على المسرح وغير المسرح.
ثم انتقل بالروغة إلى منطقة جميرا ليسكن هو وعائلته. توفي الكثير من أصدقائه وأهمهم سالم الجمري في عام 1990 ولكن سالم الجمري توقف عن الشعر في سنة 1985 . انتقل بعدها بالروغة إلى أبوظبي ليسكن مع أهله في منطقة الزّعاب بعد أن قرر اعتزال الفن حين ذهب إلى الحج سنة 1987 وتاب هناك وتبرع بالكثير من أمواله خشية أن يكون هذا المال جاء عن طريق الغناء...فأحب بالروغة أن يبدأ حياته من جديد عن طريق المال الحلال، علماً أنه كان يملك أكثر من عمارة تجارية مهداة من الشيوخ الكرام حينما كان في عصر الغناء (عصر الجاهلية كما يسميه بالروغة) فقد باعها كلها وتبرع بأموالها وبدأ من الصفر متكلاً على الله -تعالى-. فبعد أن تاب إلى الله، اشترى بيتاً في مكة له ولعائلته وأصبح يذهب إلى مكة في كل إجازة ليقضي فريضة العمرة.

## منعه
وعلى الرغم من الحظر الرسمي لتداول أغانيه وعرضها في وسائل الإعلام المحلية والخليجية والعربية بناءً على رغبته الشخصية في عدم عرض أغانية ومنع بيعها في الأسواق إلاّ أنه يتم بيع العديد من الأغاني بطريقة غير رسمية من بعض المحلات المتخصصة في أشرطة الكاسيت.

## شعبيته
تتركز شعبية على بالروغة في دولة الإمارات العربية المتحدة وسلطنة عمان وباقي دول الخليج.

## أهم الشعراء الذين تعاونوا معه
إلى جانب أغانيه التي هي من شِعره، فقد تعاون مع كبار الشعراء الإماراتيين أمثال:
1. الشيخ زايد بن سلطان آل نهيان مؤسس دولة الإمارات العربية المتحدة
2. الشاعر سالم الجمري «أكثر من تعامل معه»
3. الشاعر العملاق راشد الخضر
4. الشاعر د. مانع العتيبة
5. الشاعر خليفة بن مترف
6. الأخوين الشاعرين محمد بن سوقات وحمد بن سوقات
7. الشاعر كميدش الكعبي
8. الشاعر ثاني بن عبود
9. الشاعرة الإماراتية الكبيرة فتاة العرب

وغيرهم الكثير الكثير.

## تأثيره في الجيل الجديد
تأثير علي بالروغة في الجيل الجديد من المطربين في الإمارات واضح، فقد تغنى بأغانيه كل مطربي الإمارات الذين جاؤوا بعده دون أن نستثني أحداً أبداً. فيكفي أن تشاهد أغنية إماراتية ويكتب على تتر الأغنية «من التراث» لتعلم حينها أنها إحدى أغاني علي بالروغة.